# يي يي (ريال مدريد)
فريق الـ يي يي (بالإسبانية: Yé-yé) هو اللقب الذي أطلق على جيل لاعبي ريال مدريد الإسبان الذين سيطروا على كرة القدم الإسبانية في الستينيات. قاد هذا الفريق اللاعب المخضرم فرانسيسكو خينتو الذي فاز بكأس أوروبا خمس مرات مع ألفريدو دي ستيفانو في الخمسينات. وكان يقود مجموعة من اللاعبين الشباب، من ضمنهم؛ جوسيه أراكيستاين، باتشين، بيدرو دي فيليبي، مانويل سانشيز، بيري، إغناسيو زوكو، فيرناندو سيرينا، أمانسيو أمارو، رامون جروسو ومانويل فيلاسكيز. جاء اسم "Yé-yé" من لفظ «نعم، نعم، نعم» (بالإنجليزية: Yeah, yeah, yeah) في أغنية «هي تحبك» (بالإنجليزية: She Loves You)، إحدى أغاني فرقة البيتلزـ بعد أن شكّل أربعة أعضاء من الفريق لصالح ماركا شخصيات البيتلز في عام 1966.
بدأ تحول الفريق في عام 1959 عندما أصبح ميغيل مونيوز مدربًا لريال مدريد. حيث قاد ريال مدريد كلاعب عندما فاز بكأس أوروبا عامي 1956 و1957. تم بناء الفريق الذي لعب معه بأفضل المواهب الأجنبية التي يمكن أن يشتريها ريال مدريد. تألف الفريق الذي بناه كمدرب لريال مدريد من لاعبين إسبان بالكامل. سيطروا على الدوري الأسباني، وفازوا بالبطولة 8 مرات في تسعة مواسم. من ضمنها خمسة ألقاب مُتتالية. وفازوا بكأس أوروبا 1966 على ملعب هيسيل في بروكسل من خلال قلب النتيجة من خسارة إلى فوز على بارتيزان بلغراد 2-1.